# Erik von Löwenburg
Erik von Löwenburg, tidigare Valentin, född 1628 i Uppland, död 1698 i Mecklenburg, var en svensk militär.

## Biografi
Erik von Löwenburg föddes som son till rådmannen Valentin Nilsson och Margareta von der Linde i Stockholm. Han blev  överstelöjtnant vid ett infanteriregemente och adlades von Löwenburg 18 augusti 1668. Adelsätten introducerades samma år i Sveriges riddarhus som nummer 795. Senare i karriären blev von Löwenburg kommendant på Warnemünde skans och han avled 1698 i Mecklenburg.

### Familj
I Mecklenburg ingick von Löwenburg äktenskap två gånger. Hans andra fru hette Winterfeld, och tillsammans fick de tre barn: generalmajoren Carl Gustaf von Löwenburg (1660–1758), löjtnanten Erik Johan von Löwenburg (1680–1701) och Vendla von Löwenburg (död 1691).